# 南斗五車星
南斗五車星（なんとごしゃせい）は、漫画『北斗の拳』に登場する架空の集団。

## 概要
南斗正統血統であり、南斗六聖拳「慈母星」のユリアを守護する海・山・雲・炎・風の五星の戦士によって構成されている。「海」は軍師、「山」は鬼の拳、「雲」は我流の拳、「炎」は斬撃に火炎を交え、「風」は風で真空を走らせる。「炎」と「風」の拳には流れをくむ要素はあるものの、五車星の拳法は南斗聖拳の一派ではなく、南斗一〇八派には含まれない。
メンバーはそれぞれ、腕の部分に五つの星の刺青があり、己の星の場所は一回り大きい刺青になっている。
南斗六星の一人であるユリアに仕えている関係から、他の五星も彼らにとっては格上の存在であり、劇中ではユリアを迎えに来たリハクたちがシンに跪いて接したり、リハクがケンシロウとの会話の中でシュウのことを「シュウ様」と呼んでいる。
「南斗五車星」という星および星の並びは実際には存在していないが、中国天文学においては、おうし座ベータ星を含めたぎょしゃ座の五角形の星の並びを「五車星」と呼ぶ。

## ヒューイ
声 - 曽我部和恭（テレビアニメ） / 土田大（『真救世主伝説』、『LEGENDS ReVIVE』） / 石塚堅（激打2） / 金本涼輔（真・北斗無双） / 一条和矢（DD北斗の拳）
南斗五車星の一星「風」の拳士。シュレンの弟星。
原作初登場時はフドウがケンシロウ一行に接触するのを崖の上から見ており、「山が動いた。ならばこの風も動かねばなるまい。」との言葉を発している。
機動性に富んだバイク部隊である「風の旅団」を率いてラオウ率いる拳王軍に挑み、初戦は圧倒するものの、一騎討ちを挑んだラオウに対しヒューイの拳は全く通じず、逆に一撃で葬られた。
アニメ版では、ケンシロウに直接対面し手合わせを望むなど出番が大幅に増え、さらにオリジナルキャラクターの弟・シオン（声 - 難波圭一）も登場している。ごく短い期間の登場であり、原作者の武論尊は『北斗の拳 SPECIAL』の「武論尊ポートレート」の中で、もっと描きたかったキャラクターの一人にその名前を挙げている。
また、彼の使う拳法の名は、原作では「我が拳は風を友とし風の中に真空を走らせる」と言ったのみで不明だったが、アニメ版では「五車風裂拳」と名が付いている。風の中に真空を生じさせ、鋼鉄をも一瞬にして断ち割る必殺拳である。原作では、自身の説明どおり真空波を放ち、拳王軍の部隊長を曲刀ごとスライスしている。外伝の『金翼のガルダ -南斗五車星前史-』、パチンコ版では「五車風仁拳」に変更されている。
タイピングゲーム『北斗の拳 激打2 〜タイピング覇王〜』では「五車真空斬」という技を使っていた。
ヒューイがラオウと対決した際の「そんなやわな拳では、この体に傷ひとつつけることはできぬ！」というラオウの台詞は、パチスロ機の演出においてはケンシロウに対して使われている。
『彷徨の雲 -北斗の拳 ジュウザ外伝-』においては、シュレンの実弟になっている。

## シュレン
声 - 若本紀昭（テレビアニメ） / 檜山修之（『真救世主伝説』、『LEGENDS ReVIVE』） / 宮崎寛務（真・北斗無双） / 関智一（DD北斗の拳）
南斗五車星の一星「炎」の拳士。ヒューイの兄星。
その名の通り、燐を使用して火炎を発する技を用い、相対する相手は斬られながら炎を纏って倒れることになる。この技で、ラオウが放った屈強な兵士2人を倒している。
南斗六聖拳最後の将のため、そして弟星・ヒューイの仇討ちとして、「朱の軍団」を率いてラオウに挑む。火矢の攻撃でラオウの軍勢に打撃を与え、ラオウと拳を交えるも返り討ちに遭い、最後は自ら全身に炎を纏ってラオウに組み付き道連れにしようとするが、その炎はラオウを火傷させることもできず、そのまま自分だけが燃え尽きた。ヒューイが倒されたことに涙を流し、その死に際してラオウが「まさに炎の男よ」と評すほどの激情家だった。なお、『ラオウ伝激闘の章』では、ラオウとの絡みの一部が省略された。
アニメ版でのラオウとの戦いでは、原作同様全身に炎を纏ってラオウに組み付くも、ラオウに両手で頭部を180度捻じ曲げられ、そのまま頭部を潰されて捨てられ死亡した。
また、彼の使う拳法の名は「五車炎情拳」だが、原作で拳法の名を名乗ったのはシュレンただ一人だけである。
『彷徨の雲 -北斗の拳 ジュウザ外伝-』では、ヒューイの実兄になっており、兄弟ならではの連携技「五車火炎烈風拳」や「五車爆裂炎情拳」を披露している。
なお、ケンシロウと直接対面する場面は無い。

## フドウ
声 - 飯塚昭三（テレビアニメ・PS版ゲーム） / 郷里大輔（真救世主伝説） / 宮崎寛務（北斗無双） / 木村雅史（激打2） / 小山剛志→うえだゆうじ（DD北斗の拳） / 松山鷹志（北斗の拳 イチゴ味） / 金光宣明（LEGENDS ReVIVE）

### 人物（フドウ）
南斗五車星の一星「山」の拳士。心優しき大男。「若草色の軍団」を率いる。
かつては親を知らず、命の重さも知らずに育ったが故に、命を「ウジ虫のごとく湧き出るもの」と蔑み、金と食料を求めて暴れ回る「鬼のフドウ」「悪鬼のフドウ」と呼ばれた暴虐の徒であった。リュウケンの道場に他流試合を挑んだ際には弟子数人を殺傷し、当時修行時代であったラオウも恐怖を覚えた。しかし、幼い頃のユリアとの出会いで、彼女の持つ「慈母星」の光に触れ、彼女が守った母犬から生まれた子犬を自らの手に乗せられたことで、手の上で息づく子犬の姿や息吹に命の重さを知り、ユリアに母の姿を見出す。その後は武具を封印し、万民に愛される善人へと改心して五車星の一員となる。また、多くの孤児たちを養子として引き取っている。
身長225cm、体重270kg、バスト240cm、ウエスト200cm、ヒップ230cm、首周り90cm。巨漢ではあるが、漫画原作もアニメも公式データ以上に大きく画かれたり、述べられたりしている（ヒルカによると体重300Kg）。

### 来歴
登場当初は、図体がでかいだけの臆病者を装ってケンシロウたちに近づいたが、リンやバットとは対照的にケンシロウは何かを感じ取り、疑惑の眼差しを向けていた。そして、逃げた鶏を捕まえた件で知り合った鶏商人を殺した悪党の一人を、拳法（手刀）で真っ二つにした後に、自身の正体が五車星の一人であることを告げる。
上記の悪党を両断した拳法は、アニメ版では「五車山峨斬」と命名されていたが、一度しか登場せず、それ以降は、圧倒的な体躯から繰り出すパワー系の闘い方が主流となった。
ラオウの軍勢やヒルカとの戦いを終えた後、引き取った子供たちのいる村に戻るが、背中に弓矢が殆んど刺さっていたなどの重傷を負っていたことや、そんなフドウを慕う子供たちの心を気遣ったケンシロウから、南斗の都への先導をせず、村に留まるよう言われる。そこでフドウは、ようやくケンシロウに“南斗六聖拳最後の将”の正体がユリアであることを明かし、シンのもとから連れ出した経緯を語った。
ケンシロウは単独でユリアが待つ南斗の都へ到着したものの、ユリアはラオウに連れ去られてしまい、行き先をラオウのいる居城へ変える。そんな中、フドウの村に拳王軍が現れ、ラオウの挑戦を受けて武具の封印を解き、鬼神となって奮戦する。ラオウの攻撃で傷つきながらもフドウはケンシロウ同様に哀しみを秘めた瞳を持つ子供たちに支えられ、フドウ一家の絆はラオウを精神的に追い詰めていく。最終的に、恐怖を克服することを目的としていたラオウが自ら引いた「この線より下がったら俺に矢を放て」という線を越えてラオウを後退させるが、部下がラオウの命に反してラオウではなくフドウに向けて矢を放ったため倒れる。再びラオウの体に恐怖を刻ませて深い敗北感を与え、「勝ったのは俺（フドウ）とケンシロウだ」と言い放った。その戦いを見届けた子供たちは、引き返してきたケンシロウに「父さんはラオウに勝った」と語った。そして、ケンシロウや子供たちが見守る中、息を引き取り、墓に葬られた。テレビアニメ版では、一時的に失明していたケンシロウはフドウの死を看取った後、涙と共に視力を取り戻した。
この戦いでは、ラオウは「敗れて命を拾おうとは思わぬわ！」と叫んで自らに矢を射なかった部下を惨殺しており（生き残った者はユリアの手当てを受けた）、明確に自分の負けを認めている。アニメ版では「ラオウ敗北」の報が各地の拳王軍兵士に伝わり混乱が生じ、各地で統率が乱れ、支配されていた村人たちが反乱を起こし、それによって逃亡する兵が後を絶たなくなるなど、拳王軍の組織力にも大きなダメージを与えたとされている。

### その他
『ラオウ伝激闘の章』では、ケンシロウに近づく描写が異なる。当初はケンシロウの噂を聞いた大男を装って挑んだが、ケンシロウに「善人面」と言われ、自らの正体を告げた。後に引き取った孤児たちの住む村に行き、ケンシロウに“南斗最後の将”の正体を明かし、そこに行くように告げた。以降の設定は原作・テレビアニメに準ずる。登場話数も多くケンシロウのパートナーとしても活躍した。
『極悪ノ華 北斗の拳ジャギ外伝』では、かつて北斗の道場へ乗り込んだ時に身に着けていた武具の内、棘のある肩当が核戦争後の世界で悪事に走ったジャギの身に着けている肩当のルーツとなっている。
ゲーム『真・北斗無双』における戦闘スタイルは、相撲とプロレスを合わせたようなものになっている。また、幻闘編では核戦争前の時代、南斗と北斗の対抗戦をサウザーが提案し、ラオウがそれを受け入れたことで開催される中、自らが仕えるユリアとケンシロウとの関係から、ケンシロウがサウザーによって害を与えられぬよう、ヒューイやシュレンと図ってケンシロウをサウザーと対戦しないよう試合に手を回した。核戦争後は孤児たちと暮らしていた村にサウザー配下の聖帝軍が子供狩りのために攻め込むが、南斗六聖拳の「和平派」のシュウとレイ、さらに子供狩りに嫌悪感を抱いたアインの加勢によって聖帝軍を追い払うものの、村に到着したレイに助けを求めた少女が死ぬという犠牲を払った。この時、彼女の兄がレイに怒りをぶつけるのを窘め、シュウの謝罪にも労りの言葉を返した。
モデルは漫画『男組』に登場する大田原源蔵。

## ジュウザ
声 - 安原義人（テレビアニメ） / 藤原啓治（天の覇王） / 浅沼晋太郎（天の覇王・少年期） / 平田広明（パチンコ・パチスロ版、『LEGENDS ReVIVE』） / 高塚正也（北斗無双） / 石塚堅（激打2） / 市瀬秀和（DD北斗の拳） ※草笛演奏 - 大野晄（テレビアニメ）

### 人物（ジュウザ）
南斗五車星の一星「雲」の拳士。ユリアの異母兄であり、『天の覇王』ではリュウガの異母弟でもある。
身長183cm、体重99kg、バスト128cm、ウエスト90cm、ヒップ108cm、首周り44cm。
頭髪は原作では黒色だが、テレビアニメではライトブルー。
類まれな身体能力をもち、ラオウからも「前例を見ない変則的な拳」と評された、五車星最強の実力を持つ。リュウケンをしてラオウ、トキと同等と言わしめた天賦の才の持ち主だったが、自分の愛する女が腹違いの妹であったことにショックを受け、以後はすべてを捨てて無頼の生を送る。当初ラオウの野望を食い止めんとする南斗六聖拳最後の将の使いに対し、「俺は食いたい時に食い、飲みたい時に飲む」と嘯き、ダルカが強奪した食料や女たちを自分が強奪したり、浴場に乱入し女を追いまわしたりするなど、南斗五車星としての務めには全く係わろうとしなかった。しかし南斗六聖拳最後の将の正体を知り、死を賭してラオウに挑んだ。
なお、ケンシロウのことはユリアとの関係とも知っているが、ケンシロウとは直接対面することがなく、ラオウから黒王号を強奪した後で、遠くからケンシロウの活躍を傍観したのみで、その後にラオウとの最終決戦へ赴いている。

### ラオウとの決戦
初戦では、自分の命を賭けるに値するものができたことで目覚めたジュウザの覇気は、最初の一撃でラオウの兜を割るほどのものであった。それ故に、当初ケンシロウと相対した時などは格下と見て黒王号から降りなかったラオウも、ジュウザの実力を認め、全力を持って当たらんと即座に地上に降り立った。
ラオウの足止めを第一の目的と考えるジュウザは、合流したフドウ配下の兵たちを率いてトリッキーにラオウを煙に巻き、黒王号を奪取してその場を去る。
ラオウの放った蹴りを躱した際に、蹴りが腹部を掠めたが、実は深手であり、ジュウザはその一撃にラオウの底知れぬ強さを感じて命を捨てる覚悟を決める。その後ヒルカからフドウとタンジ・ジロ兄弟を救ったケンシロウを見てその実力を認め、ユリアを任せるに値する男であると見届けてから、再びラオウの前に立ち塞がり闘いを挑む。
ジュウザは防具を壊し、背水の陣をとった上で、最初の一撃に全てをかけて「撃壁背水掌」を打ち込む。その一撃は決まったかに見えたが、ラオウは受ける寸前にジュウザの肩の秘孔・鏡明を突き、致命傷を回避していた。それでも、ジュウザは冥土の土産にせめて腕一本でも取ろうと挑んだが、ラオウの底知れぬ剛力の前にそれすらもかなわなかった。
ラオウは、秘孔・解唖門天聴を突き、ジュウザから最後の将の正体を聞き出そうとした。しかし、ジュウザは全身から血を噴き出し、激痛で息も絶え絶えになりながらも耐え抜き、最後には、ラオウに対して悪態をつく意地を見せて息絶える。
アニメ版ではこの後、さらに戦いが続き、「土くれを蹴り上げて目くらましにする」「口に含んだ血を噴き出して目潰しにする」など、我流の拳らしいトリッキーな戦術が演出された。最後はラオウにも「せめて奥義で葬ろう」と北斗百裂拳を使わせたあと、彼にもう一傷を浴びせた上で、死してもなおラオウに立ち向かうという意地を見せた。倒れた後、ジュウザの体から流れ落ちる血に空の雲が映り、まるでジュウザが本当に雲のように空を飛んでいるかのような演出がなされた。
ジュウザは最後まで口を割らなかったものの、最後の将の正体がラオウの知る人物であることは喋っており、さらにその壮絶な死が図らずも将の正体をラオウに悟らせる結果となった。その後ラオウと黒王は、敵ながら見事であったとジュウザの遺体を丁重に弔っている。

### その他（ジュウザ）
- ジュウザの使う「我流の拳」は型がなく、鋭利な切れ味を持つ技の多い南斗の拳や他の五車星の拳と比べ、変幻自在の眩惑的な蹴り技、関節技[注 6]、両腕に込めた必殺のエネルギーを掌底を通してカウンター気味に相手の腹部に致命の一撃として叩き込む撃壁背水掌といった超接近戦に特化した独特の技がある。
- アニメでは、かつての仲間が「雲の軍団」としてジュウザのもとへはせ参じたが、ラオウとの最終決戦では、彼らを思って突き放した。
- 劇場版には、『ケンシロウ伝』に登場。ケンシロウとユリアの結婚式を祝福する幻影たちの1人として描かれた。
- 『銀の聖者 北斗の拳 トキ外伝』では、トキのいる奇跡の村に立ち寄った際には、襲撃してきたZEEDに一致団結する村人たちやトキの姿を見て自らも加勢している。
- 『週刊コミックバンチ』2010年6号から武論尊と原哲夫が原案で、加倉井ミサイルが作画を担当する漫画『彷徨の雲 -北斗の拳 ジュウザ外伝-』が連載された。乱世を飄々と自由に生きた無頼漢・ジュウザを主役にしたスピンオフ作品で、ユリア、リュウガ、ヒューイ、シュレン、レイたちとのエピソードも加えられている。
- 『北斗の拳・LAST PIECE』にはジュウザの遺児・ショウザが登場。ラオウとの決戦後、ユリアと隠遁生活を送っていたケンシロウに仕え、ユリアの死後は再び戦いに戻るよう黒王号とともに熱心に働きかけていたが、X郡都軍との戦いで死亡した。黒王号の片眼が潰れた経緯もこの戦いによるものであることが描かれている。
- 『北斗の拳』の連載35周年を記念して行われた人気投票「北斗の拳 国民総選挙」では、第5位にランクインしている。

## リハク
声 - 青野武（テレビアニメ） / 宝亀克寿（『真救世主伝説』、『LEGENDS ReVIVE』） / 掛川裕彦（PSゲーム） / 竹本英史（真・北斗無双） / 浜田太一（DD北斗の拳） / 山路和弘（北斗が如く）
南斗五車星の一星「海」の戦士。「海の兵団」を率いる五車星の軍師。ラオウをして「世が世なら万の軍勢を縦横に操る天才軍師」と評せしめている。トウという娘がおり、彼女もまた“南斗六聖拳最後の将”であるユリアの従者として、献身的に仕える。
五車星のメンバーの中で最年長者であり、かつリーダー的存在。軍師として、ヒューイ、シュレンの軍団とジュウザを順番にラオウの軍に差し向けて足止めし、その間にフドウをケンシロウの護衛役に付け、ユリアのもとへと案内しようとした。しかし、ラオウとケンシロウの力量を見誤ったことから事態の混乱を招いた。
差し向けたヒューイ、シュレン、ジュウザがラオウに敗れる中、リハクが“南斗最後の将”の都で用意した最後の策により、「海の兵団」とユリアの影武者を務める娘トウ、そして自ら用意した罠を仕掛けた部屋でラオウの足を止めて時間を稼ぎ、その間に部下がケンシロウとユリアを連れて、罠の部屋から下階に位置する部屋で二人を再会させ、仮に自分が死亡したとしても、その時点で二人は既に安全な所に移動しているはずであった。
しかしケンシロウは、「ラオウある限りユリアに生はない」とユリアを待たずにラオウのもとへ向かい、ユリアは待ち合わせの部屋で従兵と共にケンシロウを待つことになる。そしてリハクが「無想転生」を体得したケンシロウの力量を読み切れず、ケンシロウがラオウとの戦いを優勢に進める中、部屋を崩壊させる最後の罠が発動、ラオウは遥か下の部屋へと転落するが、そこでユリアを発見して従兵を殺して連れ去ってしまう。この裏目に出た最後の罠により、ケンシロウは一時的に視力を失うが、高所から転落したラオウに至っては重傷を負って、居城に戻るとすぐさま意識を失いユリアに手当てされる有様だった。
天帝編では、天帝軍に抵抗するレジスタンス・北斗の軍の参謀として登場。老いてなお頭脳は健在であり、北斗の軍の若きリーダーとして成長したリンやバットのバックアップに回り、また時に保護者のごとく接した。ファルコと対峙してからは北斗の軍の面々にファルコが使う元斗皇拳のことを説明したほか、彼の過去やラオウとの関わり、そして天帝を守るという信念についても語った。
『彷徨の雲 -北斗の拳 ジュウザ外伝-』では五車星の年長者として、若いジュウザを指導する姿が描かれている。
アニメ版では拳法家としての一面も描かれ、ラオウと拳を交える場面が描かれた。ここで使用した拳法の名は「五車波砕拳」。変幻自在の構えにより、荒波が岩を砕くが如き必殺の一撃を繰り出す拳法で、画面に大波が出るほどの大掛かりな演出が加わるものだったが、ラオウには全く通用せず、殺されそうになるが、ケンシロウの登場で命を拾った。また、原作では登場することのなかった修羅の国編にもその姿を見せ、北斗の軍を引き連れて、ケンシロウとカイオウの決戦を見守った。
外伝の『金翼のガルダ -南斗五車星前史-』においては、水を利用した拳「五車波岸水壁」「五車波岸激衝」を披露して拳法家としての実力を見せた。
ゲーム『北斗が如く』ではエデンの街の治療院にいる数少ない医者として登場。凶王の拳法で精神的にダメージを受けたジャグレの治療に関するヒントを与え、それがケンシロウとトキの再会を促すきっかけとなった。